# Cura Cabai
Cura Cabai är ett samhälle i Aruba (Kungariket Nederländerna). Det ligger i den sydöstra delen av landet, 16 km sydost om huvudstaden Oranjestad. Antalet invånare är 2 091.